# 라이프 백과사전
《라이프 백과사전》은 2017년 1월 5일부터 2019년 1월 30일까지 YTN과 YTN 라이프에서 방송하고 있는 전쟁사 관련 교양 프로그램이다.

## 개요
시의성 있는 이슈를 통해 과거 전쟁사를 돌아보고, 전쟁 없는 세상을 만들기 위해 전쟁을 연구한다는 의도로 YTN이 기획하고 YTN의 자매채널인 YTN 라이프에서 제작하고 있는 텔레비전 프로그램이다.
진행은 방송인 허준과 방송인 윤지연이 맡고 있으며, 역사학자 임용한과 밀리터리 콘텐츠 전문기자 이세환이 주요 패널로 출연하고 있다. 이후 이세환 기자가 개인적 사유로 하차하고 미 국무부 외신기자단 소속으로 전세계 분쟁지역을 취재해 온 종군기자 태상호가 출연중이다.
방송시간(20분)이 짧다는 시청자들의 여론에 따라 무삭제 확장판(40분 안팎)이 별도로 제작돼 YTN2에서 방송되고 유튜브 등 온라인으로도 서비스되고 있다.

## 같이 보기
- 토크멘터리 전쟁사